# True Justice
True Justice (Justiça Implacável no Brasil) é uma série de televisão norte-americana de 2011, do Channel Five.
A estreia da série foi no canal espanhol Nitro, a 12 de Maio de 2011. No Reino Unido estreou no canal 5USA, a 20 de Julho de 2011 e em Portugal estreou no dia 8 de Junho no canal MOV. No Brasil, a série estreou no dia 03 de agosto de 2013, no canal pago MaxPrime; Na TV aberta, sua estreia aconteceu em 07 de Janeiro de 2014, na Band. Atualmente é transmitida no Paramount Channel Brasil.

## Enredo
Elijah Kane (Steven Seagal) comanda um grupo de forças especiais da polícia em perseguição dos criminosos de Washington. Na equipe de inspetores de homicídios estão Mason, Sarah e Radner, que se infiltram nos gangs: desde vulgares traficantes de rua, a assassinos em série. Embora nem sempre aprove os seus métodos, a inspectora e sub-chefe Juliet, admira o forte sentido de justiça e rectidão de Kane, especialmente no que se refere a proteger os mais fracos. Embora admirável em honra e cheio de mérito pelos seus princípios morais, Kane possui um passado rodeado de mistério.

## Elenco
- Steven Seagal 	… Elijah Kane
- William 'Big Sleeps' Stewart … Andre Mason
- Warren Christie … Radner
- Sarah Lind … Sarah
- Meghan Ory … Juliet
- Alex Mallari Jr. … Hiro
- Kyle Cassie … Brad Gates
- Adrian Holmes … Marcus Mitchell